# Rudolf Mössbauer
Rudolf Ludwig Mössbauer, né le 31 janvier 1929 à Munich et mort le 14 septembre 2011 à Grünwald, est un physicien allemand qui a étudié les rayons gamma et les transitions nucléaires. La découverte d'un phénomène de résonance, plus tard nommé effet Mössbauer, lui permet de recevoir le prix Nobel de physique de 1961.

## Biographie
Né à Munich, Rudolf Mössbauer fait des études de physique dans la même ville, à l'université technique, et soutient une thèse de second cycle sous la direction de Heinz Maier-Leibnitz en 1955, puis, avec le même directeur, une thèse de doctorat en 1958. Il travaille également à la même période à l'institut Max-Planck de recherche médicale de Heidelberg. 
Il découvre durant sa thèse en 1957 un phénomène d'émission et d'absorption de rayons gamma sans recul, dans des noyaux d'iridium. Ce phénomène, baptisé désormais « effet Mössbauer », est très vite identifié comme un moyen de valider expérimentalement le principe d'équivalence de la théorie de la relativité générale proposée par Albert Einstein, ce qui sera fait en 1960 dans l'expérience de Pound et Rebka. L'effet Mössbauer permettra également le développement de la spectroscopie Mössbauer.
Il reçoit la moitié du prix Nobel de physique de 1961 « pour ses recherches à propos de la résonance d'absorption des rayons gamma et la découverte qui en découle, l'effet qui porte son nom ». L'autre lauréat du prix est Robert Hofstadter.
Invité par Richard Feynman au Caltech, aux États-Unis, Rudolf Mössbauer y devient professeur en 1962. Trois ans plus tard, le département de physique de l'université de technologie de Munich le convainc de revenir comme professeur. En 1997, il y est nommé professeur émérite. Il a été directeur de l'institut Laue-Langevin à Grenoble de 1972 à 1977, à la suite de son ancien directeur de thèse, Heinz Maier-Leibnitz.
Il reçoit en 1986 la médaille Albert-Einstein.
Un minéral de la famille des rouilles vertes a été nommé mössbauerite en son hommage.